# Drobnići, Budva
Drobnići este un sat din comuna Budva, Muntenegru. Conform datelor de la recensământul din 2003, localitatea are 22 de locuitori (la recensământul din 1991 erau 14 locuitori).

## Demografie
În satul Drobnići locuiesc 20 de persoane adulte, iar vârsta medie a populației este de 48,6 de ani (46,8 la bărbați și 50,5 la femei). În localitate sunt 9 gospodării, iar numărul mediu de membri în gospodărie este de 2,44.
Această localitate este populată majoritar de sârbi (conform recensământului din 2003).
|  |

| Demografie | Demografie | Demografie |
| An         | Locuitori  | Locuitori  |
| ---------- | ---------- | ---------- |
|            |            |            |
|            |            |            |
|            |            |            |
|            |            |            |
| 1948       | 70         |            |
| 1953       | 69         |            |
| 1961       | 57         |            |
| 1971       | 40         |            |
| 1981       | 23         |            |
| 1991       | 14         | 13         |
| 2003       | 22         | 22         |

| \| Componența etnică conform recensământului din 2003[2] \| Componența etnică conform recensământului din 2003[2] \| Componența etnică conform recensământului din 2003[2] \| Componența etnică conform recensământului din 2003[2] \| Componența etnică conform recensământului din 2003[2] \| \| ----------------------------------------------------- \| ----------------------------------------------------- \| ----------------------------------------------------- \| ----------------------------------------------------- \| ----------------------------------------------------- \| \| \| \| \| \| \| \| Sârbi \| Sârbi \| \| 16 \| 72,72% \| \| Muntenegreni \| Muntenegreni \| \| 4 \| 18,18% \| \| Maghiari \| Maghiari \| \| 2 \| 9,09% \| \| necunoscută \| necunoscută \| \| 0 \| 0% \| |              |  |    |        |
| Componența etnică conform recensământului din 2003 |              |  |    |        |
| |              |  |    |        |
| Sârbi | Sârbi        |  | 16 | 72,72% |
| Muntenegreni | Muntenegreni |  | 4  | 18,18% |
| Maghiari | Maghiari     |  | 2  | 9,09%  |
| necunoscută | necunoscută  |  | 0  | 0%     |